# 金原村
金原村（きんばらむら）はかつて岐阜県本巣郡に存在した村である。現在の本巣市金原（旧・本巣町北部に位置する）に該当する。

## 歴史
- 1875年（明治7年） - 金原村と日当村が合併し、金原村となる。
- 1885年（明治18年）9月 - 金原村が金原村と日当村に分立する。
- 1889年（明治22年）7月1日 - 町村制により、金原村が発足。
- 1897年（明治30年）4月1日 - 外山村・神海村・木知原村・佐原村・日当村と合併。改めて外山村が発足。同日金原村廃止。